# Lasiurus ega
Lasiurus ega е вид бозайник от семейство Гладконоси прилепи (Vespertilionidae).

## Разпространение
Видът е разпространен в Аржентина, Белиз, Боливия, Бразилия, Гватемала, Гвиана, Еквадор, Колумбия, Коста Рика, Мексико, Никарагуа, Панама, Парагвай, Перу, Салвадор, САЩ (Тексас), Суринам, Тринидад и Тобаго, Уругвай, Френска Гвиана и Хондурас.